# Jan Frederiksen
Jan Elsgaard Frederiksen (Kopenhagen, 20 juni 1982) is een voormalig Deens betaald voetballer die als verdediger speelde. Hij beëindigde zijn loopbaan in 2013 en was onder meer actief voor SBV Excelsior.